# Rhynchodercetis
Rhynchodercetis es un género de peces actinopterigios prehistóricos de la familia Dercetidae, del orden Alepisauriformes. Este género fue descrito científicamente por el francés Camille Arambourg en 1943.

## Especies
Clasificación del género Rhynchodercetis:
- † Rhynchodercetis Arambourg 1943
  - † Rhynchodercetis gracilis (Chalifa 1989)
  - † Rhynchodercetis hakelensis (Pictet & Humbert 1866)[3]
  - † Rhynchodercetis regio (Blanco and Alvardo-Ortega 2006)
  - † Rhynchodercetis yovanovitchi (Arambourg 1954)